# Jean Joseph Chamant
Jean-Joseph Chamant, né le 24 septembre 1699 à Haraucourt et mort en 1768 à Vienne en Autriche, est un peintre, architecte et graveur français.

## Biographie
Après avoir été l'élève du peintre Claude Charles, Jean Joseph Chamant étudie l'architecture au côté de Giacomo Barilli. Il accompagne Francesco Galli da Bibiena à Bologne en 1724, dans un voyage financé par le duc Léopold de Lorraine. En 1728, il reçoit une distinction de l'Académie des Beaux-Arts de Bologne.
Chamant revient en Lorraine en 1732 et se spécialise dans la peinture de décors et de théâtre. Il réalise notamment avec Girardet un décor pour le mariage de l'archiduchesse Marie-Thérèse d'Autriche et François-Étienne de Lorraine en février 1736. Selon dom Calmet, il aurait réalisé un plafond peint pour un salon du château (détruit) de Vrécourt, sur la commande du président Charles-François Labbé de Beauffremont. 
En 1737, il s'installe à Florence et collabore à nouveau avec Jean Girardet pour un décor au palais Pitti. Il travaille pour le prince Charles de Lorraine puis pour François-Étienne de Lorraine en 1747.

## Œuvres
Le musée de l'Ermitage conserve l'un de ses dessins.
À Nancy, la Bibliothèque Municipale et le Musée Lorrain conservent plusieurs estampes.

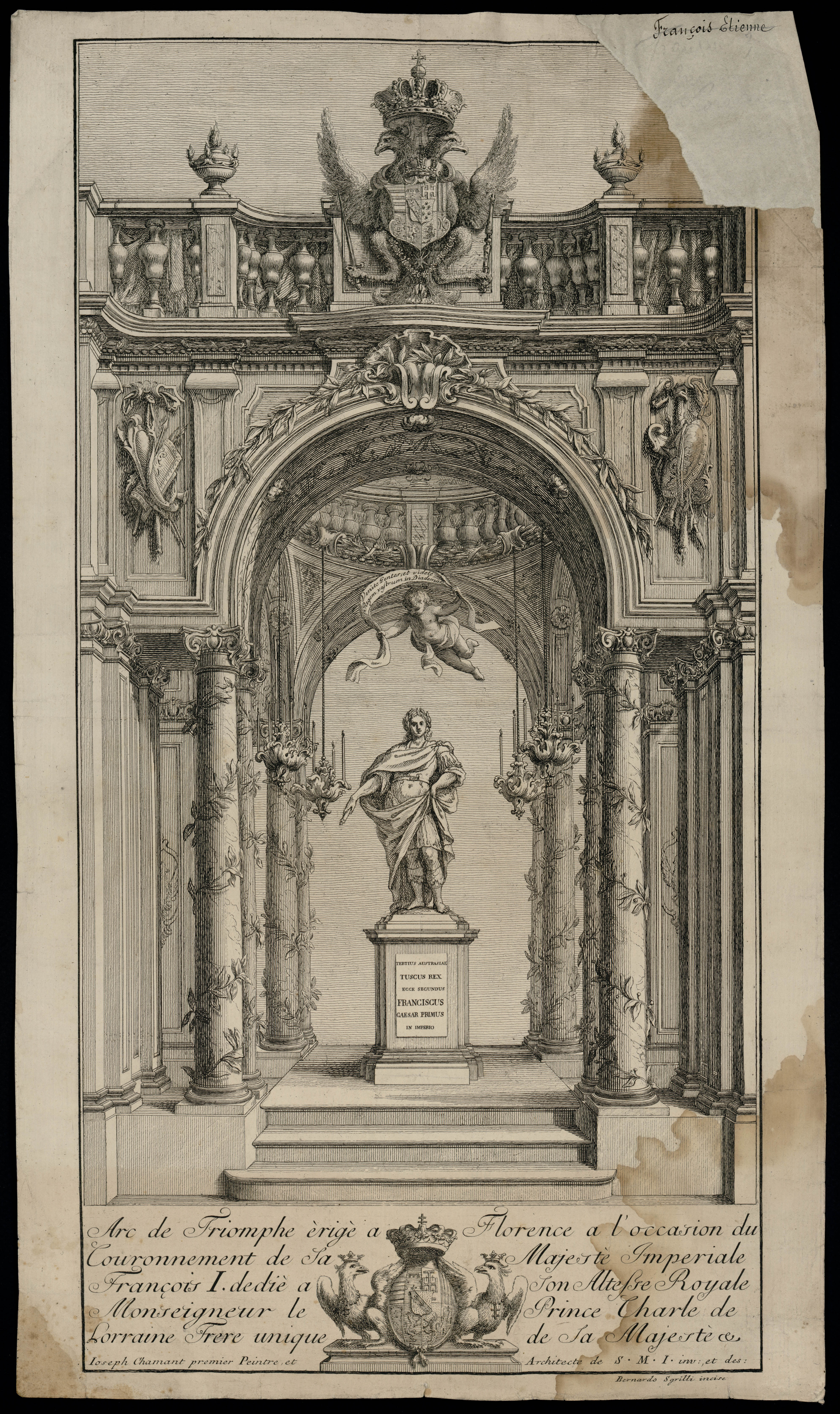
Arc de Triomphe érigé à Florence à l'occasion du Couronnement de Sa Majesté Impériale François Ier, estampe conservée à la Bibliothèque Municipale de Nancy
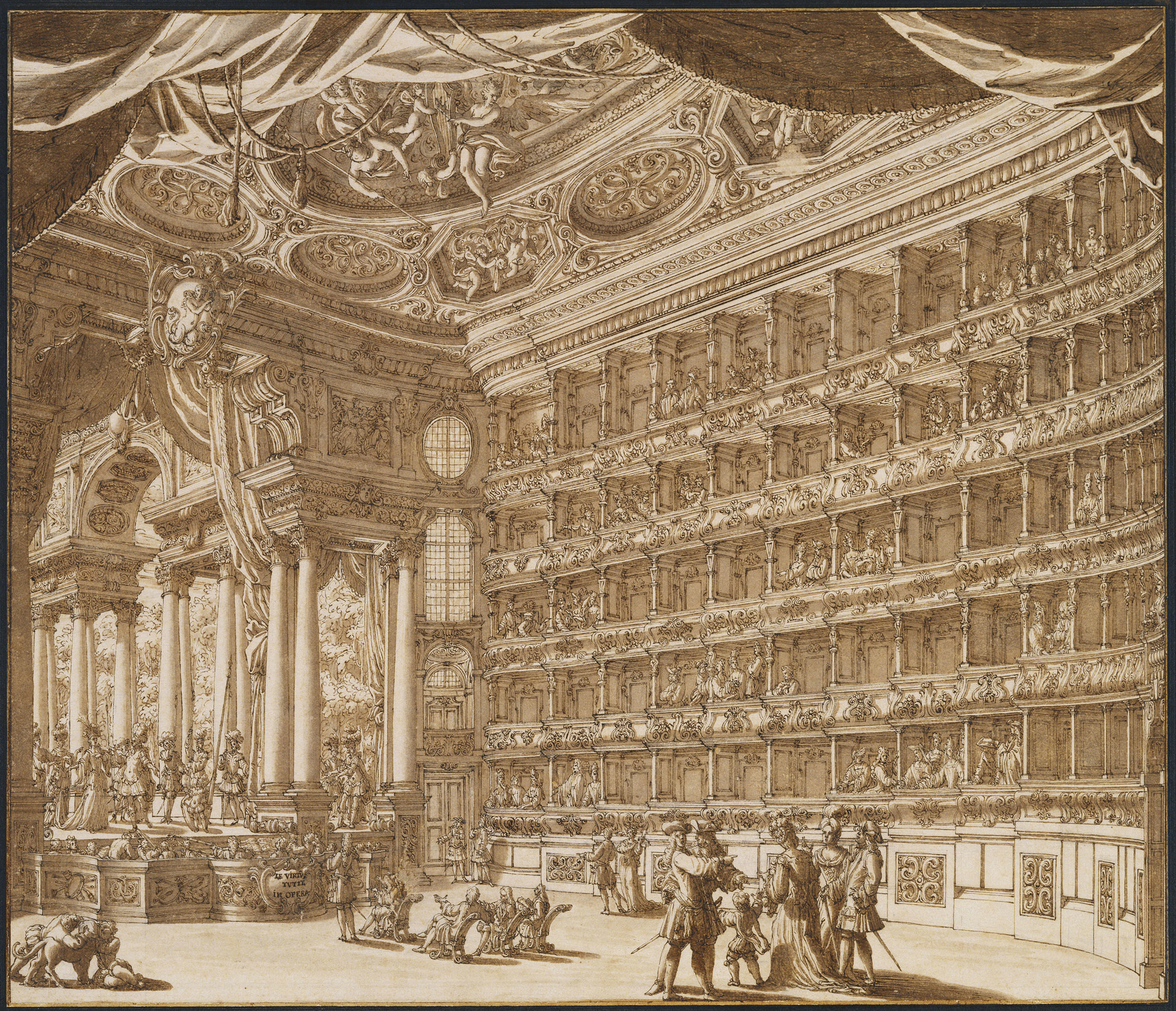
Dessin réalisé avec Francesco Bibiena pour le théâtre de Vérone en 1729, conservé au château de Windsor